# Forgotten Tomb
Forgotten Tomb é uma banda de black/doom metal formada em 1999 em Piacenza, Itália. Os primeiros álbuns da banda abordavam temas como depressão e suicídio, enquanto que nos lançamentos recentes as letras falam sobre pessimismo e niilismo.

## Integrantes

### Membros atuais
- Herr Morbid – guitarra e vocal (1999-presente) (anteriormente: baixo e programação)
- Algol – baixo (2003-presente)
- Asher – bateria (2003-presente)
- A. – guitarra (2011-presente)

### Membros anteriores
- Torment – baixo
- Wudang – guitarra em seções
- Wedebrand – bateria em seções (ex-Shining)
- Henrik Nordvargr Björkk – efeitos
- Razor SK - guitarra (2003-2011)

## Discografia
Álbuns
- Songs to Leave (2002)
- Springtime Depression (2003)
- Love's Burial Ground (2004)
- Negative Megalomania (2007)[2]
- Under Saturn Retrograde (2011)
- ...And Don't Deliver Us from Evil... (2012)
- Hurt Yourself and the Ones You Love (2015)

EPs
- Obscura Arcana Mortis (2000)
- Deprived (2012)

Outros lançamentos
- Vol 5: 1999/2009 (álbum de compilação ao vivo em estúdio, 2010)
- A Tribute To GG Allin – Split de Forgotten Tomb + Whiskey Ritual (2011)